# Girls Never Die
"Girls Never Die"는 대한민국의 걸 그룹 TripleS의 노래이다. 2024년 5월 8일 모드하우스에 의해 첫 정규 음반 ASSEMBLE24의 리드 싱글로 발매되었다. 음악적으로 "Girls Never Die"는 힙합 그루브를 기반으로 한 퓨처 베이스 장르로, 묵직한 베이스 사운드와 몽환적인 보컬 및 랩이 특징이다.

## 배경 및 발매
2024년 2월 3일과 4일, TripleS는 "tripleS Authentic in Seoul"이라는 제목의 콘서트를 개최했다. 첫째 날에는 두 서브 유닛인 Lovelution과 Evolution의 공연이 진행되었다. 둘째 날에는 소개된 20명의 모든 멤버가 참여했다. TripleS는 또한 콘서트에서 24명의 멤버로 구성된 완전체가 "ASSEMBLE24"로 데뷔할 것이라고 발표했다.
2024년 4월 1일, TripleS는 21번째 멤버 김채원을 시작으로 마지막 네 명의 멤버를 발표했다. 이어서 그룹의 22번째, 23번째, 24번째 멤버인 설린, 서아, 지연이 소개되어 완전한 라인업을 완성했다. 위 네 멤버는 향후 잠재적 활동을 위해 그룹의 새로운 유닛 Glow에 소속될 예정이다.
TripleS는 2024년 5월 8일 첫 정규 음반 ASSEMBLE24로 완전체 데뷔를 했다. 이 음반에는 타이틀곡 "Girls Never Die"를 포함하여 10곡이 수록되어 있다. 완전체 그룹은 2024년 5월 14일 더 쇼를 통해 첫 음악 방송 1위를 차지했다.
2024년 12월, 광저우 스트로베리 뮤직 페스티벌에서 멤버 신위, 카에데, 코토네, 린이 "Girls Never Die"의 중국어 버전을 공연했다. 일본어 버전은 2025년 4월 12일 디지털로 발매되었다.

## 구성
"Girls Never Die"는 정병기가 El Capitxn, Vendors, Maria Marcus와 함께 작사 및 작곡, 편곡에 참여했다. "록 기타로 특징지어지는 업템포 하우스 비트"의 댄스 곡으로, "Girls Never Die"는 나단조 조로 작곡되었으며, 템포는 분당 95비트이다.

## 상업적 성과
"Girls Never Die"는 2022년 6월 19일부터 25일까지의 차트에서 대한민국 써클 디지털 차트 78위로 데뷔했다.

## 크레딧 및 참여 인원
크레딧은 멜론을 참고하였다.
- TripleS – 보컬
- 아도라 - 배킹 보컬
- 정병기 – 작사
- 김성우 – 작사
- El Capitxn – 작사, 작곡, 편곡
- Vendors (Nano) – 작곡, 편곡
- Maria Marcus – 작곡
- Louise Frick Sveen – 작곡
- 우민정 – 디지털 편집, 레코딩 엔지니어 (doobdoob 스튜디오)
- 이태섭 – 믹싱 (gateway 스튜디오)
- 권남우 — 마스터링 (821 Sound Mastering)

## 수상
대한민국 음악 프로그램에서 "Girls Never Die"는 5월 14일 더 쇼 에피소드에서 1위를 차지했다.
| 시상식         | 연도 | 부문                 | 결과 | Ref.   |
| -------------- | ---- | -------------------- | ---- | ------ |
| 한국대중음악상 | 2025 | 최우수 케이팝 - 노래 | 후보 | [ 16 ] |

## 차트
| 차트 (2022)     | 최고 순위 |
| --------------- | --------- |
| 대한민국 (써클) | 27        |

| 차트 (2024)     | 순위 |
| --------------- | ---- |
| 대한민국 (써클) | 75   |

| 차트 (2024)     | 순위 |
| --------------- | ---- |
| 대한민국 (써클) | 104  |

## 발매 역사
| 지역     | 날짜            | 형식                        | 버전   | 레이블               |
| -------- | --------------- | --------------------------- | ------ | -------------------- |
| 대한민국 | 2024년 5월 8일  | 디지털 다운로드 스트리밍 CD | 원본   | 모드하우스 디 오차드 |
| 전 세계  | 2024년 5월 8일  | 디지털 다운로드 스트리밍 CD | 원본   | 모드하우스 디 오차드 |
| 전 세계  | 2025년 4월 12일 | 디지털 다운로드 스트리밍    | 일본어 | 모드하우스           |